# Зауадзки, Шон
Шон Зауадзки (англ. Sean Zawadzki; 21 апреля 2000, Олмстед-Фолс, Огайо, США) — американский футболист, полузащитник клуба «Коламбус Крю» и сборной США.

## Карьера
Зауадзки — воспитанник академии клуба «Коламбус Крю», где находился с 2015 по 2018 год.
В 2018—2021 годах Зауадзки обучался в Джорджтаунском университете и выступал за университетскую футбольную команду «Джорджтаун Хойас». В Национальной ассоциации студенческого спорта сыграл 78 матчей, забил четыре мяча и отдал шесть результативных передач. В двух последних сезонах был капитаном команды, выиграл Кубок колледжей 2019 и два турнира Конференции Big East. В сезоне 2018 был включён в символическую сборную новичков Конференции Big East. В сезоне 2019 был включён во вторую символическую сборную Конференции Big East. В сезоне 2020 был включён во вторую символическую сборную Конференции Big East и в первую символическую сборную восточного региона по версии United Soccer Coaches. В сезоне 2021 был назван лучшим игроком оборонительного плана Конференции Big East, был включён в первую символическую сборную Конференции Big East, в символическую сборную турнира Конференции Big East, в первую символическую сборную восточного региона по версии United Soccer Coaches и в первую всеамериканскую символическую сборную, а также вошёл в число 15 полуфиналистов «Херманн Трофи», ежегодной награды для лучшего игрока студенческого футбола США.
В 2019 году также выступал в Лиге два ЮСЛ за клуб «Лонг-Айленд Раф Райдерс», сыграв в 10 матчах и забив два гола.
13 января 2022 года Зауадзки подписал контракт с «Коламбус Крю» в качестве доморощенного игрока до конца сезона 2023 с опциями продления до конца сезона 2025. Его профессиональный дебют состоялся 4 апреля в матче MLS Next Pro между «Коламбус Крю 2» и «Чикаго Файр II». За первую команду «Коламбус Крю» в MLS он дебютировал 25 июня в матче против «Реал Солт-Лейк». 29 июня в матче против «Торонто» забил свой первый гол в профессиональной карьере. По окончании сезона 2023 «Коламбус Крю» задействовал опцию продления контракта Зауадзки. 2 февраля 2024 года Зауадзки продлил контракт с «Коламбус Крю» до конца сезона 2027.
5 января 2024 года Зауадзки был впервые вызван в сборную США, в ежегодный январский тренировочный лагерь. 20 января в товарищеском матче со сборной Словении, завершившем лагерь, он дебютировал за сборную США, выйдя в стартовом составе.

## Достижения
Командные
 «Коламбус Крю 2»
- Чемпион MLS Next Pro: 2022
- Победитель регулярного чемпионата MLS Next Pro: 2022

 «Коламбус Крю»
- Чемпион MLS (обладатель Кубка MLS): 2023

## Статистика выступлений

### Клубная статистика
| Выступление                | Выступление      | Выступление      | Лига | Лига | Плей-офф | Плей-офф | Кубок | Кубок | Континент | Континент | Итого | Итого |
| Клуб                       | Лига             | Сезон            | Игры | Голы | Игры     | Голы     | Игры  | Голы  | Игры      | Голы      | Игры  | Голы  |
| -------------------------- | ---------------- | ---------------- | ---- | ---- | -------- | -------- | ----- | ----- | --------- | --------- | ----- | ----- |
| Коламбус Крю               | MLS              | 2022             | 5    | 1    | —        | —        | 0     | 0     | —         | —         | 5     | 1     |
| Коламбус Крю               | MLS              | 2023             | 30   | 3    | 6        | 0        | 3     | 1     | 3         | 0         | 42    | 4     |
| Коламбус Крю               | MLS              | 2024             | 4    | 0    | —        | —        | 0     | 0     | 2         | 0         | 6     | 0     |
| Коламбус Крю               | Итого            | Итого            | 39   | 4    | 6        | 0        | 3     | 1     | 5         | 0         | 53    | 5     |
| Коламбус Крю 2 (фарм-клуб) | MLS Next Pro     | 2022             | 18   | 1    | 3        | 0        | —     | —     | —         | —         | 21    | 1     |
| Коламбус Крю 2 (фарм-клуб) | MLS Next Pro     | 2023             | 1    | 0    | —        | —        | —     | —     | —         | —         | 1     | 0     |
| Коламбус Крю 2 (фарм-клуб) | Итого            | Итого            | 19   | 1    | 3        | 0        | —     | —     | —         | —         | 22    | 1     |
| Всего за карьеру           | Всего за карьеру | Всего за карьеру | 58   | 5    | 9        | 0        | 3     | 1     | 5         | 0         | 75    | 6     |

Источники: Transfermarkt, Soccerway, Football Database EU.

### Международная статистика
| Команда | Год   | Игры | Голы |
| ------- | ----- | ---- | ---- |
| США     |       |      |      |
| 2024    | 1     | 0    |      |
| Всего   | Всего | 1    | 0    |

Источник: National Football Teams.